# Orlitia borneensis
Orlitia borneensis là một loài rùa trong họ Emydidae. Loài này được Gray mô tả khoa học đầu tiên năm 1873.